# ギリシャの映画
ギリシャの映画（ギリシャのえいが、ギリシャ語：ελληνικός κινηματογράφος、Ellinikós kinimatográfos）は、ギリシャ国籍を持つ者またはギリシャの法人によって製作された映画で、主にギリシャ人の映画スタッフと俳優で構成され、ギリシャ国内の映画館等で公開される映画を指す。

## 歴史

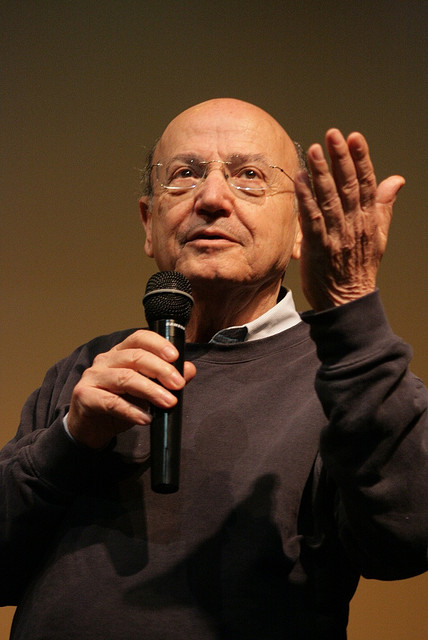
ギリシャを代表する映画監督テオ・アンゲロプロス。1998年にパルム・ドールを受賞。

1897年春、ギリシャの首都アテネでギリシャ一番最初の映画が公開された。1906年、マナキス兄弟がギリシャで最初の映画を製作。
第一次世界大戦中、希土戦争だったギリシャはその戦争をモチーフにした映画を数々製作。1930年代、多くのギリシャ人映画監督が八月四日体制の影響によってギリシャを逃げ、エジプトなどへ亡命。第二次世界大戦、ドイツやイタリア占領地だったギリシャは、ギリシャ抵抗の監督が反戦映画を製作し、ギリシャ内では盛んだった。
1950年代からギリシャの映画は増加し、国際的にも有名になったことから「ギリシャ金時代」と呼ばれる。主にマイケル・カコヤニスやヤコボス・カンバネリスの映画は国際的に人気があり、数々の映画賞を受賞した。米国出身のジュールズ・ダッシンがギリシャで製作した『日曜はダメよ』はギリシャ映画で初めてアカデミー賞を受賞。ギリシャを舞台にしたアメリカ映画『その男ゾルバ』も国際的に大ヒットした。その時代、数々の映画音楽を担当した作曲家マノス・ハジダキスもギリシャ風な音楽を作曲し、多くの賞を受賞。1960年からテッサロニキ国際映画祭が行われ、今時代にもバルカン半島の中で最大の映画祭の一つと言われる。1969年、ギリシャ人コスタ＝ガヴラスが監督した『Z』がアカデミー国際長編映画賞を受賞。

日本の救出歴史を話題にした短編アニメ映画『TOKEI MARU』のポスター。

1970年代から新時代に入り、主にテオ・アンゲロプロスがギリシャ映画に最大の人気を得て、ギリシャを代表する映画監督となった。ロングテイクやクローズアップを多く撮り、3時間を超える当時には珍しい映画監督で、多くの監督が彼からの影響を受けた。主に『旅芸人の記録』、『アレクサンダー大王』、『シテール島への脱出』は多くの人からギリシャ映画の傑作と言われてる。黒澤明は『旅芸人の記録』を彼の一番好きな映画の一つの映画と言われたこともある。テオは1998年に製作した『永遠と一日』でギリシャ製作映画で初めてパルム・ドールを受賞。ギリシャ人ではコスタ＝ガヴラスが1982年製作した米国映画『ミッシング』でパルム・ドールを受賞。
2000年代からギリシャでは異色的な映画が多く製作され「ギリシャ異流」時代になった。主に『タッチ・オブ・スパイス』、『籠の中の乙女』、『アッテンベーグ』などが製作され、『籠の中の乙女』の監督ヨルゴス・ランティモスはアメリカでも映画を製作し、『哀れなるものたち』などを製作。
2018年にザホス・サモラダスが短編アニメ映画『TOKEI MARU』を製作。1922年に戦地だった都市スミルナからギリシャ難民やアルメニア難民をエーゲ海から救出した日本商船「東慶丸」のエピソードの内容で日本でも話題になった。

## 主なギリシャ映画
- ステラ
- 日曜はダメよ
- エレクトラ
- 旅芸人の記録
- 狩人
- イフィゲニア
- アレクサンダー大王
- シテール島への脱出
- 霧の中の風景
- ユリシーズの瞳
- 永遠と一日
- エレニの帰郷
- タッチ・オブ・スパイス
- エル・グレコ
- 籠の中の乙女
- アッテンベーグ

### ギリシャをロケ地にした国際映画
- その男ゾルバ
- グラン・ブルー
- マンマ・ミーア!
- 007/ユア・アイズ・オンリー
- ボーン・アイデンティティー

## 主な映画監督
- テオ・アンゲロプロス
- コスタ＝ガヴラス
- マイケル・カコヤニス
- ザホス・サモラダス
- ヨルゴス・ランティモス
- アティナ・レイチェル・ツァンガリ
- ニコス・ツィフォロス
- エリア・カザン（ギリシャ系アメリカ人）

## 主な映画俳優
- イレーネ・パパス
- メリナ・メルクーリ
- タナシス・ヴェンゴス
- カティーナ・パクシヌー
- ヴァシリ・ロゴテイディス
- ジョージ・チャキリス（ギリシャ系アメリカ人）

## 主な映画作曲家
- マノス・ハジダキス
- ミキス・テオドラキス
- ヴァンゲリス

## 主な映画祭

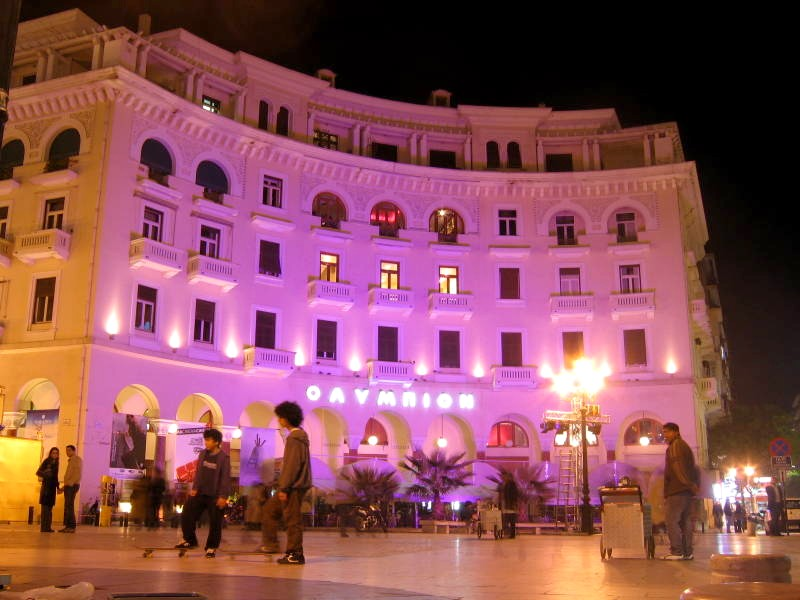
テッサロニキ国際映画祭が行われるオリンピオン劇場

- テッサロニキ国際映画祭
- アテネ国際映画祭[4]
- サントリーニ映画祭[5]
- ミコノス・ビエナーレ[6]
- テッサロニキ・ドキュメンタリー映画祭[7]

## 主な映画博物館
- テッサロニキ映画博物館[8]
- ギリシャ映画書庫、アテネ[9]
- ミノアンズ・ワールド、クレタ島[10]